# Obóz NKWD nr 178 w Diagilewie
Obóz NKWD nr 178 w Diagilewie pod Riazaniem (Isprawitielno-trudowoj łagier) – obóz NKWD utworzony w czasie II wojny światowej dla internowanych żołnierzy Armii Krajowej.
Pierwsze grupy akowców przetrzymywano tam od drugiej połowy 1944 roku. 27 lipca 1944 skierowano tam tzw. grupę lubelską ok. 300 ludzi, we wrześniu tego roku przybyła tzw. grupa wileńska, później przybyły transporty z Brześcia i Lwowa. W kwietniu 1945 roku wszystkich Polaków przeniesiono do obozu NKWD nr 179 w Diagilewie.